# Александровка (Красногвардейский район, Крым)
Алекса́ндровка (до сер. XIX в. Бий-Ака́й-Кемельчи́; укр. Олекса́ндрівка, крымскотат. Biy Aqay Kemelçi, Бий Акъай Кемельчи) — село в Красногвардейском районе Республики Крым, центр Александровского сельского поселения (согласно административно-территориальному делению Украины — Александровского сельского совета Автономной Республики Крым).

## Население
| 2001 | 2014  |
| ---- | ----- |
| 1651 | ↘1301 |

Всеукраинская перепись 2001 года показала следующее распределение по носителям языка
| Язык             | Процент |
| ---------------- | ------- |
| русский          | 72,2    |
| украинский       | 17,08   |
| крымскотатарский | 8,18    |
| другие           | 1,03    |

### Динамика численности
| - 1805 год — 93 чел. - 1862 год — 183 чел. - 1889 год — 374 чел. - 1892 год — 489 чел. - 1900 год — 591 чел. - 1911 год — 591 чел. - 1915 год — 455/111 чел. - 1926 год — 729 чел. | - 1936 год — 442 чел. - 1939 год — 870 чел. - 1974 год — 1565 чел. - 1989 год — 1471 чел. - 2001 год — 1651 чел. - 2009 год — 1661 чел. - 2014 год — 1301 чел. |

## Современное состояние
На 2017 год в Александровке числится 7 улиц и 1 переулок; на 2009 год, по данным сельсовета, село занимало площадь 140 гектаров на которой, в 459 дворах, проживало более 1,6 тысячи человек. В селе действуют средняя общеобразовательная школа, сельский дом культуры, библиотека, фельдшерско-акушерский пункт, отделение Почты России, храм святой блаженной Ксении Петербургской. Село связано автобусным сообщением с райцентром и соседними населёнными пунктами.

## География
Александровка — село на северо-западе района в степном Крыму, у границы с Первомайским районом, высота над уровнем моря — 32 м. Соседние сёла: Краснодарка — в 2 км на северо-запад, Еленовка, Первомайского района, в 2,5 км на запад и Тимашовка в 3 км на юго-восток. Расстояние до райцентра — около 20 километров (по шоссе), там же ближайшая железнодорожная станция. Транспортное сообщение осуществляется по региональной автодороге 35Н-300 Орловское — Красногвардейское (по украинской классификации — С-0-10729).

## История
Чешско-немецкая колония Александровка (названная в честь царствовавшего российского императора) была основана на землях крымскотатарской деревни Бий-Акай-Кемельчи. Первое документальное упоминание деревни встречается в Камеральном Описании Крыма… 1784 года, судя по которому, в последний период Крымского ханства Кемелчи входила в Караул кадылык Перекопского каймаканства. После присоединения Крыма к России (8) 19 апреля 1783 года, (8) 19 февраля 1784 года, именным указом Екатерины II сенату, на территории бывшего Крымского Ханства была образована Таврическая область и деревня была приписана к Перекопскому уезду. После Павловских реформ, с 1796 по 1802 год, входила в Акмечетский уезд Новороссийской губернии. По новому административному делению, после создания 8 (20) октября 1802 года Таврической губернии, Бий-Акай-Кемельчи был включён в состав Бозгозской волости Перекопского уезда.
По Ведомости о всех селениях в Перекопском уезде состоящих с показанием в которой волости сколько числом дворов и душ… от 21 октября 1805 года, в деревне Кемелчи числилось 12 дворов и 93 жителя, исключительно крымских татар. На военно-топографической карте генерал-майора Мухина 1817 года деревня Кеменче обозначена с 11 дворами. Вскоре, видимо, вследствие эмиграции татар в Турцию, деревня опустела и на карте 1836 года в деревне 6 дворов, а на карте 1842 года Биякай-Кемельчи обозначена условным знаком «малая деревня», то есть, менее 5 дворов.
В 1860-х годах, после земской реформы Александра II, деревню приписали к Григорьевской волости того же уезда. В апреле 1862 года сюда прибыли первые 45 чешских семей (183 человека). Согласно «Памятной книжке Таврической губернии за 1867 год», деревня Биякай-Кемельчи была покинута жителями, вследствие эмиграции татар, особенно массовой после Крымской войны 1853—1856 годов, в Турцию и, как колония Александровка, заселена Чехами из Богемии, но ни в «Списке населённых мест… 1864 года», ни на трехверстовой карте 1865—1876 года селение ещё не обозначено, а, согласно энциклопедическому словарю «Немцы России», в 1864 году в селении насчитывалось 65 дворов и колонисты владели 3397 десятинами земли. В дальнейшем в Александровке были поселены также немецкие колонисты, и она стала единственной в Крыму смешанной, чешско-немецкой колонией. На 1886 год в колонии Александровка, согласно справочнику «Волости и важнѣйшія селенія Европейской Россіи», проживало 311 человек в 52 домохозяйствах, действовала лавка. В «Памятной книге Таврической губернии 1889 года» по результатам Х ревизии 1887 года записана Александровка с 66 дворами и 374 жителями.
После земской реформы 1890 года село Александровку сделали центром одноимённой волости. Согласно «…Памятной книжке Таврической губернии на 1892 год», в селе, входившем в Александровское сельское общество, было 489 жителей в 60 домохозяйствах. Всероссийская перепись 1897 года зафиксировала в деревне 610 жителей, из которых было 123 православных и 466 католиков, а в 1900 году, согласно «…Памятной книжка Таврической губернии на 1900 год» — 591 житель в 56 дворах. В 1910 году было закончено строительство костёла Сердца Иисуса Христа в Александровке, в 1911 году начались службы. Население на тот год составило 591 человек.

Историко-культурные памятники Александровки
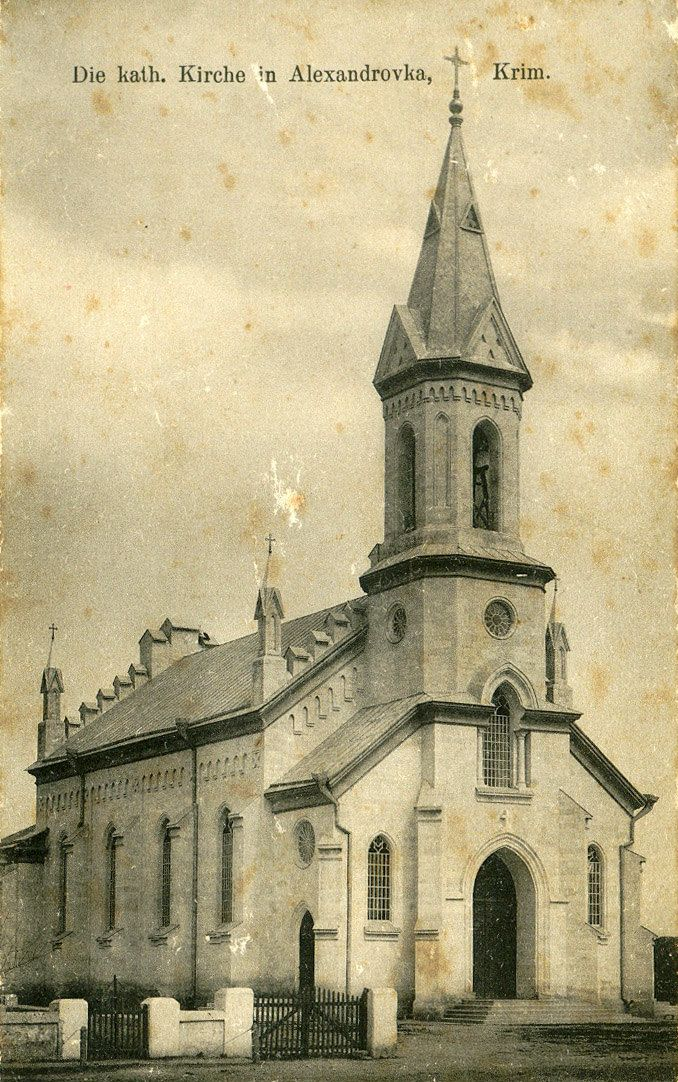
Вид костёла (1910-е годы)
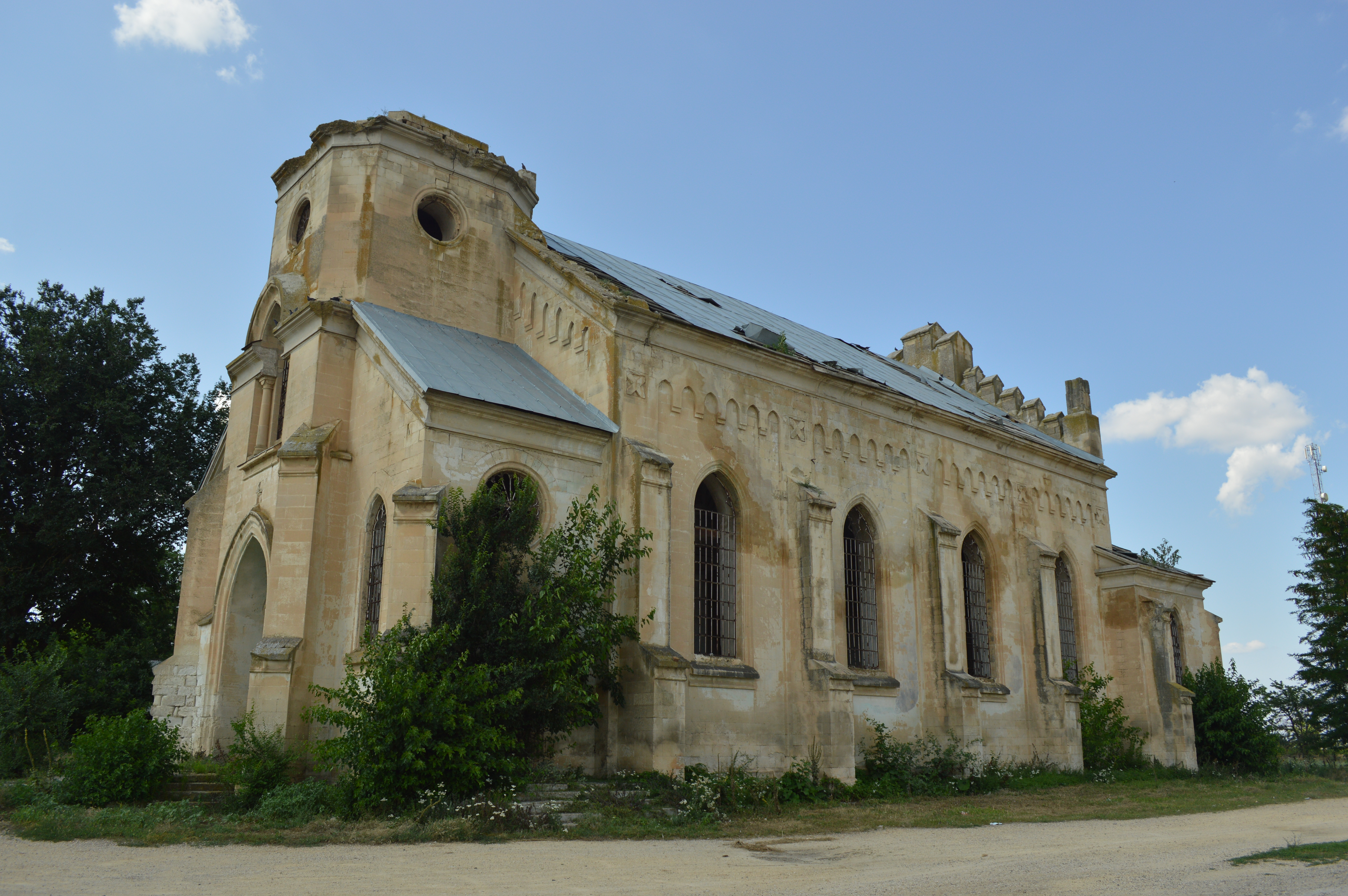
Вид костёла "Сердце Иисуса Христа" в 2000-х
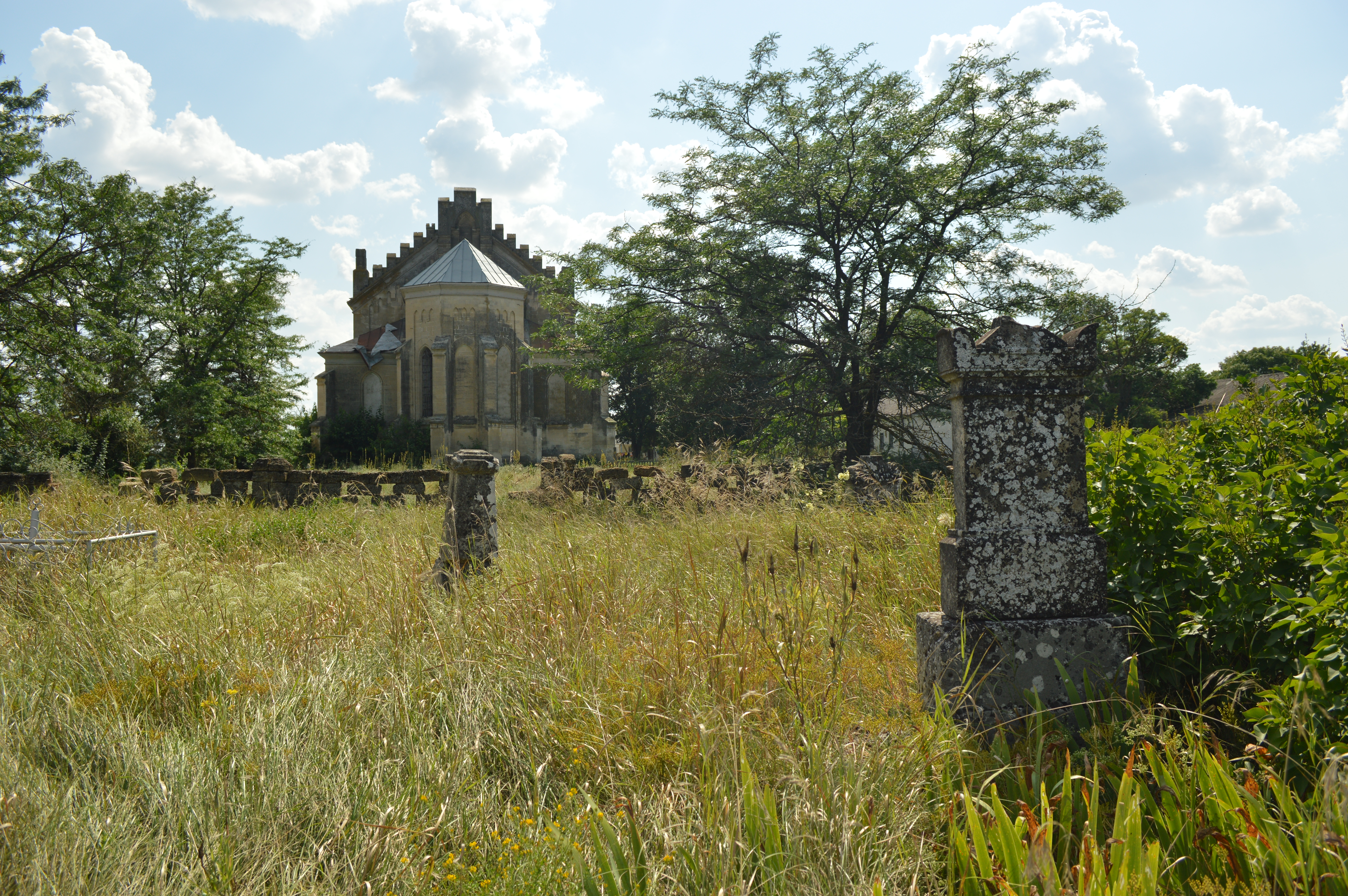
Вид на костёл со стороны старого кладбища
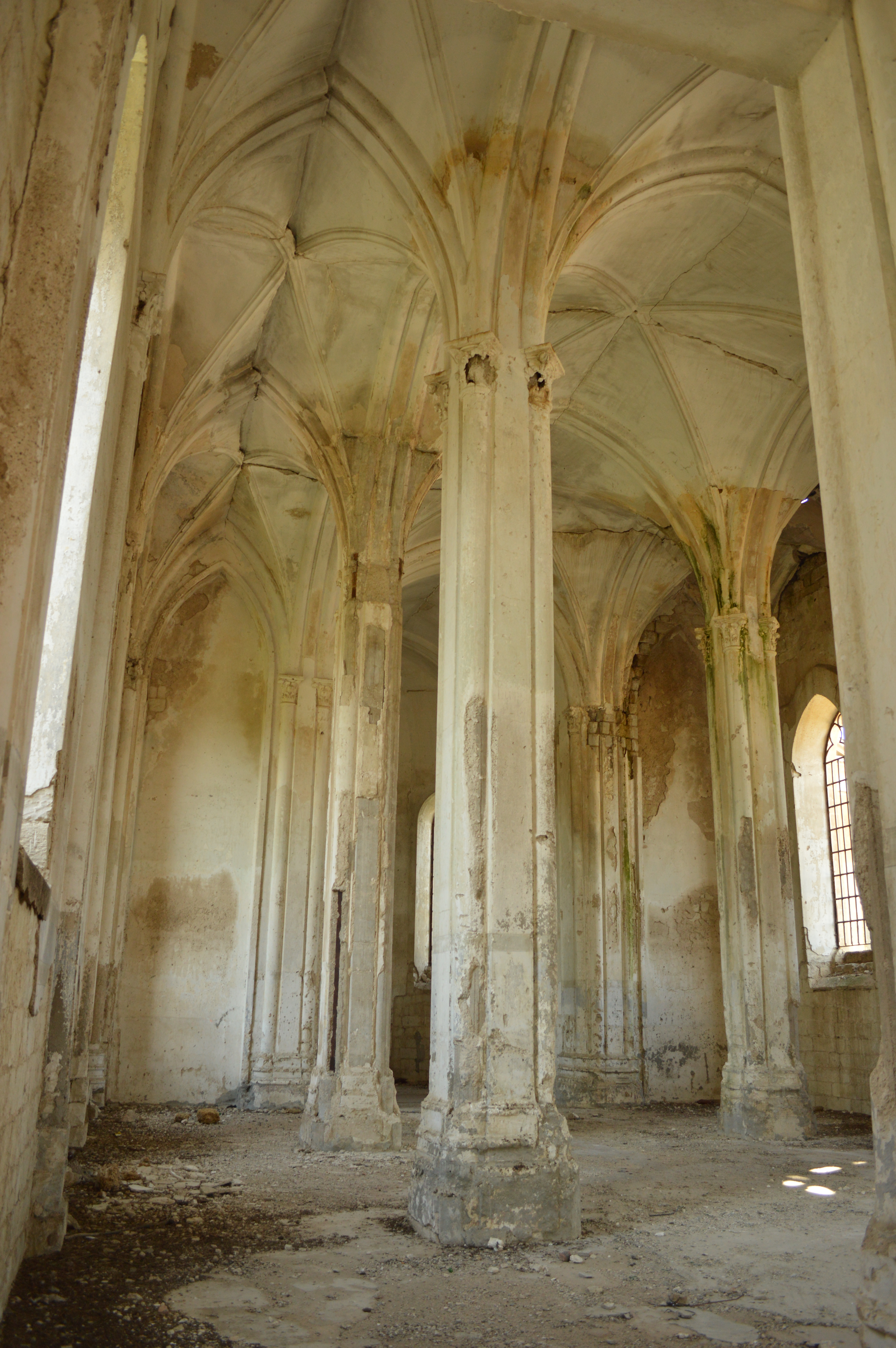
Интерьер Костёл "Сердце Иисуса Христа"
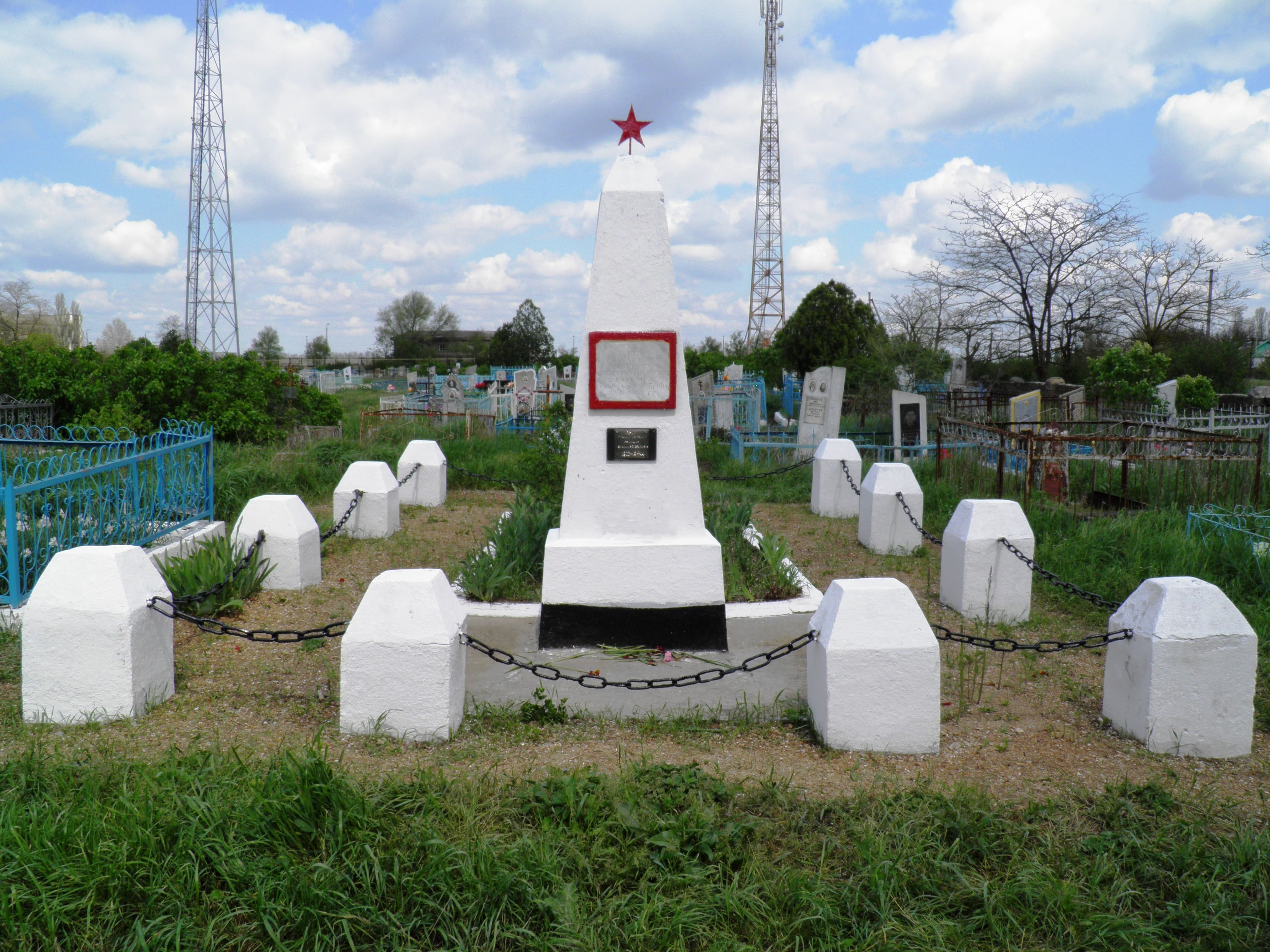
Братская могила советских воинов, сельское кладбище  Объект культурного наследия народов РФ регионального значения. Рег. № 911710949040005 (ЕГРОКН)

На 1914 год в селении действовали земская школа и ссудо-сберегательное товарищество. По Статистическому справочнику Таврической губернии. Ч.II-я. Статистический очерк, выпуск пятый Перекопский уезд, 1915 год, в селе Александровка, центре Александровской волости Перекопского уезда, числилось 92 двора (65 дворов с землёй, 27 — безземельные) со смешанным населением в количестве 455 человек приписных жителей и 111 — «посторонних», из которых 281 мужчина и 285 женщин. Жители владели 5016 десятинами удобной земли. В хозяйствах имелось 328 лошадей, 51 вол, 329 коров и 123 головы мелкого скота.

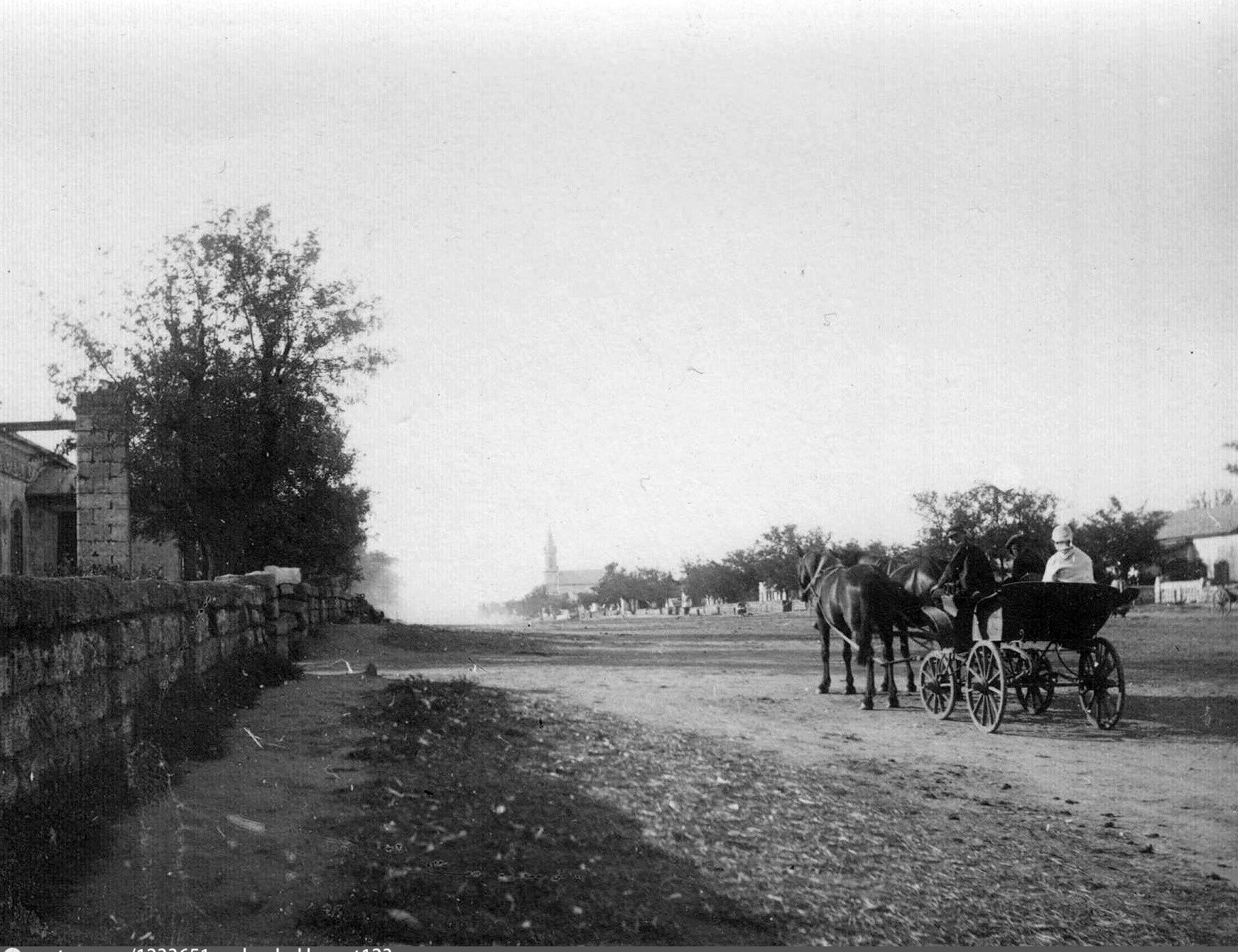
Главная улица села в 1928 году

После установления в Крыму Советской власти и учреждения 18 октября 1921 года Крымской АССР, в составе Джанкойского уезда был образован Курманский район, в состав которого включили село. В 1922 году уезды получили название округов. 11 октября 1923 года, согласно постановлению ВЦИК, в административное деление Крымской АССР были внесены изменения, в результате которых был ликвидирован Курманский район и село включили в состав Джанкойского. Согласно Списку населённых пунктов Крымской АССР по Всесоюзной переписи 17 декабря 1926 года, в селе Александровка, центре Александровского сельсовета (в коем состоянии пребывает всю дальнейшую историю) Джанкойского района, числилось 163 двора, из них 137 крестьянских, население составляло 729 человек. В национальном отношении учтено: 390 немцев, 282 чеха, 35 русских, 14 украинцев, 6 татар, 1 белорус, 1 записан в графе «прочие», действовали немецкая и чешская школы, также в селе имелись кооперативная лавка, сельскохозяйственное кооперативное товарищество, изба-читальня.
Постановлением ВЦИК «О реорганизации сети районов Крымской АССР» от 30 октября 1930 года, был вновь создан Биюк-Онларский район, на этот раз — как немецкий национальный (лишённый статуса национального постановлением Оргбюро ЦК КПСС от 20 февраля 1939 года) в который включили село, с населением, на 1931 год 562 человека.
Постановлением Президиума КрымЦИКа «Об образовании новой административной территориальной сети Крымской АССР» от 26 января 1935 года был создан немецкий национальный Тельманский район (с 14 декабря 1944 года — Красногвардейский район) и село включили в его состав. Население на 1936 год составило 442 человека. По данным всесоюзная перепись населения 1939 года в селе проживало 870 человек.
Вскоре после начала Великой Отечественной войны, 18 августа 1941 года крымские немцы были выселены, сначала в Ставропольский край, а затем в Сибирь и северный Казахстан.
12 августа 1944 года было принято постановление № ГОКО-6372с «О переселении колхозников в районы Крыма», по которому в район из областей Украины и России переселялись семьи колхозников, а в начале 1950-х годов последовала вторая волна переселенцев из различных областей Украины. С 25 июня 1946 года Александровка в составе Крымской области РСФСР, а 26 апреля 1954 года Крымская область была передана из состава РСФСР в состав УССР. По данным переписи 1989 года в селе проживал 1471 человек. С 12 февраля 1991 года село в составе восстановленной Крымской АССР, 26 февраля 1992 года переименованной в Автономную Республику Крым. С 21 марта 2014 года в составе Крыма аннексирована Россией.